# 磯野誠一
磯野 誠一（いその せいいち、1910年（明治43年）11月29日 - 2004年（平成16年））は、日本の法学者。民法、法社会学を専攻し、東京教育大学文学部教授などを歴任した。

## 生涯
1910年、東京に生まれる。旧制武蔵高校を経て東京帝国大学法学部に進む。1934年に卒業後同大学院に進学し民法を専攻、1939年に修了した。大学院修了後、地租改正資料整備会委員になり、同年10月から、国際文化振興会で、『英文日本百科事典』の編集に携わる。1941年に社会事業研究所に入所し、1943年から日本敗戦まで、北京近郊河北口の西北研究所員として、モンゴルで調査研究をした。敗戦のためウランバートルで抑留生活を送る。1947年に復員、翌1948年2月に法政大学法学部教授に就任。1951年1月に東京教育大学文学部助教授に転じ、1954年6月16日、教授に昇進。1954年当時、『思想の科学』理事、「生活を綴る会」の主メンバー、日教組講師団の1人だった。また雑誌『世界』にもよく寄稿していた。
東京教育大学の筑波移転問題では、文学部教授会で、強硬移転反対派に属した。このため筑波大学には移らず、1974年3月に東京教育大学を定年退職。翌1975年に神奈川大学法学部教授に転じ、1981年に同大学を定年退職した。

## 人柄
大学ではスキー部のリーダーを務め、柳島セツルメントでは、児童学校・法律相談を担当した。

## 家族
父は磯野定次郎(台湾銀行常務)、母は松室致の長女 松室千代。安藤良雄東京大学名誉教授は実弟。妻は穂積律之助の娘・富士子。

### 妻の親族
- 曾祖父：渋沢栄一 - 実業家、子爵。「日本資本主義の父」。
- 曾祖伯父：尾高惇忠 - 実業家。富岡製糸場初代場長。次男に尾高次郎 - 実業家、銀行家。武州銀行(現埼玉りそな銀行)初代頭取）。孫に尾高朝雄 - 法哲学者。東京大学名誉教授、京城帝国大学法文学部教授、東京帝国大学法学部教授、東京大学法学部長、日本学術会議副会長、がいる。
- 祖父：穂積陳重 - 男爵。東京大学教授、東京大学法学部長、英吉利法律学校(現中央大学)創立者、貴族院勅撰議員、帝国大学法科大学長、帝国学士院院長、枢密院議長。
- 祖母：穂積歌子 - 渋沢栄一と尾高惇忠の妹・千代の長女。
- 大叔父：穂積八束 - 帝国大学法科大学教授、日本法律学校(現日本大学)創立者、東京帝国大学法科大学長、貴族院勅撰議員、帝国学士院会員、宮中顧問官。妻は伊達宗城家令・西園寺公成の長女さと（早世）、後妻は浅野総一郎（初代）（浅野財閥創始者）の長女まつ。
- 伯父：穂積重遠 - 男爵。東京帝国大学法学部教授、東京帝国大学法学部長、最高裁判所判事、東宮大夫兼東宮侍従長。岳父は児玉源太郎 (子爵、陸軍大将、台湾総督、内務大臣、陸軍大臣、参謀総長) 。義弟に木戸幸一 (侯爵、内大臣、内務大臣、貴族院侯爵議員、重臣) がいる。
- 父：穂積律之助 - 海軍造船少将、石川島造船所株式会社(現IHI)取締役・造船部長。
- 叔父：穂積真六郎 - 朝鮮総督府官僚、朝鮮総督府殖産局長、参議院議員。
- 従兄弟叔父：渋沢敬三 - 子爵。渋沢栄一の次男(嫡男) 渋沢篤二の長男。第一銀行(現みずほ銀行)副頭取、日本銀行総裁(第16代)、大蔵大臣(第49代)、経済団体連合会相談役、国際電信電話(現KDDI)初代社長。
- 従兄弟叔父：穂積重威 - 弁護士。穂積八束と浅野総一郎の長女まつの長男。妻は旧呉鎮守府司令長官官舎・旧横須賀鎮守府司令長官官舎・旧三菱銀行本店・丸ノ内ビルヂング・旧横浜正金銀行神戸支店・成蹊学園本館等を設計した桜井小太郎の娘・安芸子。極東国際軍事裁判（東京裁判）において木戸幸一及び東郷茂徳の弁護人を務めた（東郷については途中で西春彦に交代）。ともに西北研究所の所員になり、モンゴルでの調査研究にあたる[3]。その研究成果を『家族制度』（岩波新書）として、1958年に発刊した[3]。

## 著書
- 磯野富士子との共著『家族制度』岩波新書、1958年
- 共著『嵐の中の百年』
- 共著『日本近代法発達史講座』
- 共著『家族制度の研究 上』